# 日本之恥
《日本之恥》（英語：Japan's Secret Shame）是BBC Two於2018年6月28日播出的電視紀錄片節目。節目用數月時間追訪2017年5月公布曾遭到準強姦的新聞從業員伊藤詩織，描述日本在性侵犯事件方面刑事法制、辦案手法、政府對策等的問題。節目中不單播出伊藤的意見及支援動向，亦介紹了批評伊藤及其家人的互聯網輿論。
節目播出後，《衛報》、《每日電訊報》、《太陽報》、《廣播時報》等報紙、雜誌刊登了評論文章。

## 脚注

### 來源
1. ↑  . 香港01. 2019-08-24  [2019-12-18]. （原始内容存档于2020-06-28） （中文（香港））.
2. 1 2 3 4 5  . .   [2018-07-01]. （原始内容存档于2021-01-23） （英语）.
3. ↑  . BBC Two.   [2018-07-01]. （原始内容存档于2021-01-01） （英语）.
4. 1 2 3  . . . 2018-06-29  [2018-07-01]. （原始内容存档于2021-03-02）.
5. ↑  . . . 2018-06-29  [2018-07-01]. （原始内容存档于2021-02-07）.
6. ↑  . . 2018-06-28  [2018-07-02]. （原始内容存档于2020-11-25） （英语）.
7. ↑  . . 2018-06-28  [2018-07-02]. （原始内容存档于2021-01-25） （英语）.
8. ↑  . . 2018-06-28  [2018-07-02]. （原始内容存档于2020-09-19） （英语）.
9. ↑  . . 2018-06-28  [2018-07-02]. （原始内容存档于2020-11-15） （英语）.

## 外部連結
- Japan's Secret Shame （页面存档备份，存于） - 節目官方網站。紀錄片限部分地區觀看